# Gøril Kringen
Gøril Kringen (née le 28 janvier 1972 à Stjørdal) est une footballeuse norvégienne. Elle évoluait au poste de défenseur.

## Biographie

### Carrière en club
Elle commence sa carrière au club de Stjørdals-Blink puis joue à partir de 1990 au club de Trondheims-Ørn. Elle fait partie des joueuses les plus titrées avec 7 championnats de Norvège et 8 coupes de Norvège.

### Carrière internationale
Kringen joue 72 matchs pour l'équipe nationale et fait partie de l'équipe championne olympique en 2000. Elle participe également à la coupe du monde 1999 et aux championnats d'Europe de 1997 et 2001. 

### Carrière d'entraîneur
De 2006 à 2010, elle entraîne le club de Trondheims-Ørn. 
En janvier 2012, elle est la première femme à devenir entraîneur d'un club masculin évoluant en division 2 : le Ranheim IL.